# Henry Molaison
Henry Molaison, även känd som H.M. och Henry M, född 26 februari 1926 i Manchester, Connecticut, död 2 december 2008 i Windsor Locks, Connecticut, var en känd epilepsipatient som led av medial temporallobsepilepsi, en åkomma som innebär åtskilliga påfrestande epilepsianfall dagligen.

## Operationen
År 1953 opererade neurokirurger bort relevanta foci i hippocampus på Molaison i ett försök att bota hans epilepsi. Epilepsin försvann och operationen ansågs först vara lyckad. När hans anhöriga kom på besök med blommor för att gratulera den tillfrisknade Molaison lär han ha blivit mycket glad varpå han upprymt hälsat på de sina. När de lämnade sjukhussalen för att skaffa en vas till de medhavda blommorna för att sedan återkomma till salen, möttes de återigen av samma upprymda hälsningsfraser, som om han inte sett dem tidigare.
Under operationen, hade Molaison förutom att ha blivit kvitt sin epilepsi, fått en anterograd amnesi som gjorde att han i stort sett inte kom ihåg händelser som utspelat sig mer än 10 minuter bakåt i tiden. Slutsatser som dragits var att han fortfarande hade ett intakt "arbetsminne", medan hans förmåga att lagra in nya minnen hade försvunnit helt. Han hade också fått en till viss del retrograd amnesi, bakåt i tiden, som följd av operationens inverkan på hjärnan. Däremot hade han mycket klara, och även lång tid efter ingreppet oförändrade, minnen från sitt liv längre tillbaka i tiden.
Fallet med Henry Molaison gav vetenskapsvärlden stora insikter i hippocampus betydelse för inlagring av explicita minnen i hjärnbarken/neocortex. 